# Station Aachen Schanz
Station Aachen Schanz (Duits: Haltepunkt Aachen Schanz) is een spoorwegstation in de Duitse stad Aken. Het station ligt aan de spoorlijn 2550 Aken – Kassel.

## Treinverbindingen
| Serie | Treinsoort                          | Route | Bijzonderheden                                           |
| ----- | ----------------------------------- | --- | -------------------------------------------------------- |
| RE 4  | Regional-Express (National Express) | Aachen Hbf – Aachen Schanz – Herzogenrath – Rheydt Hbf – Mönchengladbach Hbf – Neuss Hbf – Düsseldorf Hbf – Wuppertal Hbf – Hagen Hbf – Witten Hbf – Dortmund Hbf                                     | Wupper-Express                                           |
| RB 33 | Regionalbahn (DB Regio NRW)         | Aachen Hbf – Aachen Schanz – Herzogenrath – Lindern – / [ Heinsberg (Rheinl) ] Rheydt Hbf – Mönchengladbach Hbf – Viersen – Krefeld Hbf – Rheinhausen – Duisburg Hbf – Mülheim (Ruhr) Hbf – Essen Hbf | Rhein-Niers-Bahn Trein splitst en combineert in Lindern. |
| RB 20 | Regionalbahn (DB Regio NRW)         | Stolberg (Rheinl) Hbf – Eschweiler-St. Jöris – Alsdorf-Annapark – Herzogenrath – Aachen Schanz – Aachen Hbf – Stolberg (Rheinl) Hbf – [ Stolberg Altstadt ] / [ Langerwehe – Düren ]                  |                                                          |

1,9: Aachen Hbf ·
3,0: Aachen Schanz ·
5,3: Aachen West (Templerbend) ·
11,5: Kohlscheid ·
16,1: Herzogenrath ·
22,7: Übach-Palenberg ·
27,4: Geilenkirchen ·
34,6: Lindern ·
36,6: Brachelen ·
40,8: Hückelhoven-Baal ·
47,2: Erkelenz ·
51,7: Herrath ·
56,2: Wickrath ·
60,1: Rheydt Hbf ·
63,9: Mönchengladbach Hbf ·
65,9: Mönchengladbach-Lürrip ·
68,7: Korschenbroich ·
71,5: Kleinenbroich ·
75,3: Büttgen ·
80,9: Neuss Hbf ·
86,4: Düsseldorf-Bilk ·
88,4: Düsseldorf Hbf ·
109,1: Wuppertal-Vohwinkel ·
115,4: Wuppertal Hbf ·
118,9: Wuppertal-Barmen ·
120,9: Wuppertal-Oberbarmen ·
126,0: Schwelm ·
130,5: Ennepetal ·
141,7: Hagen Hbf ·
155,6: Schwerte (Ruhr) ·
170,9: Fröndenberg ·
178,8: Wickede ·
190,8: Neheim-Hüsten ·
198,8: Arnsberg (Westf) ·
209,8: Freienohl ·
218,6: Meschede ·
227,0: Bestwig ·
233,9: Olsberg ·
241,8: Brilon-Wald ·
247,8: Hoppecke ·
251,1: Messinghausen ·
257,2: Beringhausen ·
259,6: Bredelar ·
267,9: Marsberg ·
273,2: Westheim ·
283,4: Scherfede ·
292,9: Warburg (Westf) ·
301,0: Liebenau ·
313,1: Hofgeismar-Hümme ·
318,6: Hofgeismar ·
324,6: Grebenstein ·
329,2: Immenhausen ·
333,5: Espenau-Mönchehof ·
337,7: Vellmar-Obervellmar ·
337,7: Vellmar-Osterberg ·
340,2: Kassel-Jungfernkopf ·
341,4: Kassel-Harleshausen ·
342,5: Kassel-Kirchditmold ·
345,2: Kassel Hbf